# Pyknos

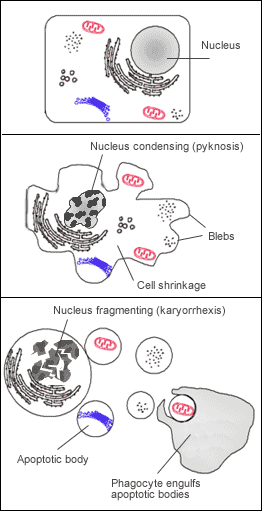
Apoptos

Pyknos eller karyopyknos, från grekiskans karyo som betyder kärna och pyknos som betyder tät, är en förminskning av cellkärnan. Cellkärnan krymper, kondenseras, och Kromatinet packas hårt.
Pyknos synas ofta hos celler som genomgår nekros eller apoptos. Processen återfinns också hos erytrocyten och neutrofilen i ett tidigt stadium i utvecklingen. 